# Paradise Valley, Alberta
Paradise Valley är en ort i Kanada.   Den ligger i provinsen Alberta, i den centrala delen av landet, 2 600 km väster om huvudstaden Ottawa. Paradise Valley ligger 625 meter över havet och antalet invånare är 174. Den ligger vid sjön Briker Lake.
Terrängen runt Paradise Valley är huvudsakligen platt. Paradise Valley ligger nere i en dal. Trakten runt Paradise Valley är nära nog obefolkad, med mindre än två invånare per kvadratkilometer.. Det finns inga andra samhällen i närheten. 
Trakten runt Paradise Valley består till största delen av jordbruksmark.